# Посёлок при 12 шлюзе ББК
Посёлок при 12 шлюзе ББК — населённый пункт, учитывающийся в составе поселка Летнереченский на территории Летнереченского сельского поселения Беломорского района Республики Карелии России.

## География
Расположен в 8 км от основной части административного центра поселения на берегу Беломорско-Балтийского канала. Неподалёку располагается Палокоргская ГЭС.
В окрестностях посёлка находятся выявленные памятники истории: кладбище строителей Беломорско-Балтийского канала (1931—1933) и плотина № 26 с выполненной в бетоне памятной надписью «БМС показ ударных темпов и высокого качества работ».

## Население
Население учитывается в составе поселка Летнереченский.

## Транспорт
Проходит региональная автодорога Летнереченский — Палокоргская ГЭС (идентификационный номер 86 ОП РЗ 86К-28).
Примерно в двух километрах от посёлка находится железнодорожная станция Тунгуда на перегоне Тунгуда — Кильбо линии Санкт-Петербург — Мурманск.